# Bittacus weelei
Bittacus weelei är en näbbsländeart som beskrevs av Peter Esben-Petersen 1913. 
Bittacus weelei ingår i släktet Bittacus och familjen styltsländor. Inga underarter finns listade i Catalogue of Life.